# Município de Mason (condado de Lawrence, Ohio)
O município de Mason (em inglês: Mason Township) é um município localizado no condado de Lawrence no estado estadounidense de Ohio. No ano de 2010 tinha uma população de 1.116 habitantes e uma densidade populacional de 10,87 pessoas por km².

## Geografia
O município de Mason encontra-se localizado nas coordenadas 38° 38′ 16″ N, 82° 25′ 22″ O. Segundo o Departamento do Censo dos Estados Unidos, o município tem uma superfície total de 102.68 km², da qual 102,04 km² correspondem a terra firme e (0,62 %) 0,64 km² é água.

## Demografia
Segundo o censo de 2010, tinha 1.116 habitantes residindo no município de Mason. A densidade populacional era de 10,87 hab./km². Dos 1.116 habitantes, o município de Mason estava composto pelo 99,28 % brancos, o 0,09 % eram afroamericanos, o 0,09 % eram asiáticos, o 0,09 % eram de outras raças e o 0,45 % eram de uma mistura de raças. Do total da população o 0,81 % eram hispanos ou latinos de qualquer raça.